# Andrew W. Marlowe

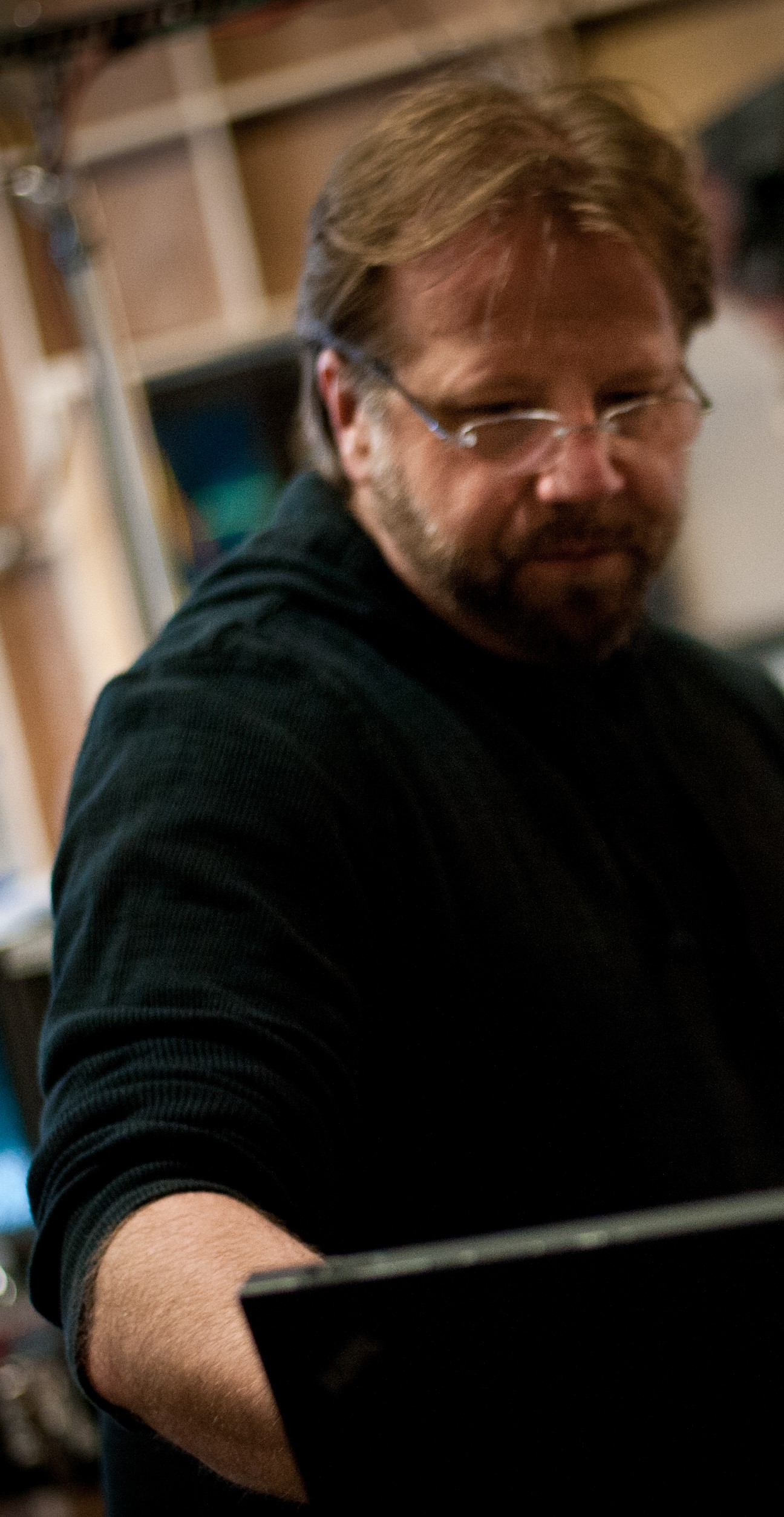
Andrew W. Marlowe, 2012

Andrew W. Marlowe (* 23. Dezember 1966) ist ein US-amerikanischer Drehbuchautor und Filmproduzent.

## Leben
Andrew W. Marlowe studierte Englische Literatur an der Columbia University und machte seinen Master im Drehbuchschreiben an der University of Southern California. 1992 gewann er mit seinem Drehbuch The Lehigh Pirates die Nicholl Fellowship den Drehbuchwettbewerb der Academy of Motion Picture Arts and Sciences. Das Weltraumabenteuer verkaufte er später für 500.000 US-Dollar und wurde als Drehbuchautor für die Spielfilme Air Force One, End of Days – Nacht ohne Morgen und Hollow Man – Unsichtbare Gefahr engagiert. Er schrieb auch unproduzierte Drehbücher, darunter Hammer Down, Alien Prison und einen Western, der ursprünglich für Harrison Ford und John Woo gedacht war.
Von 2009 bis 2016 war Marlowe der Produzent und Schöpfer der Kriminalfernsehserie Castle mit Nathan Fillion. 
Die Fernsehserie The Equalizer mit Queen Latifah in der Titelrolle, die Neuauflage der Actionserie Der Equalizer, ist auf VOXup ab dem 3. Oktober 2022 als deutsche Free-TV-Premiere zu sehen.
Marlowe ist seit 1997 mit der Drehbuchautorin Terri Edda Miller verheiratet. Das Paar hat zwei Kinder.

## Filmografie (Auswahl)
- 1994: Viper (Fernsehserie, 2 Folgen)
- 1997: Air Force One
- 1999: End of Days – Nacht ohne Morgen (End of Days)
- 2000: Hollow Man – Unsichtbare Gefahr (Hollow Man)
- 2009–2016: Castle (Fernsehserie)
- 2018: Take Two (Fernsehserie)
- seit 2021: The Equalizer (Fernsehserie)